# Berberis quinduensis
Berberis quinduensis là một loài thực vật có hoa trong họ Hoàng mộc. Loài này được Kunth mô tả khoa học đầu tiên năm 1821.